# Глазгоу (Западна Вирџинија)
Глазгоу (енгл. Glasgow) град је у америчкој савезној држави Западна Вирџинија.

## Демографија
По попису из 2010. године број становника је 905, што је 122 (15,6%) становника више него 2000. године.
| Група             | 2000.       | 2010.       |
| Белци             | 773 (98,7%) | 883 (97,6%) |
| Афроамериканци    | 0 (0,0%)    | 13 (1,4%)   |
| Азијати           | 2 (0,3%)    | 1 (0,1%)    |
| Хиспаноамериканци | 5 (0,6%)    | 3 (0,3%)    |
| Укупно            | 783         | 905         |